# 5790 Nagasaki
5790 Nagasaki este o planetă minoră (asteroid) din centura de asteroizi. A fost descoperită pe 17 octombrie 1960 la Observatorul Palomar de Cornelis Johannes van Houten și a fost numită după Nagasaki. 
Obiectul prezintă o orbită caracterizată de o semiaxă mare de 2,570756 UAi, o excentricitate de 0,13, o înclinație de 2,30967 ° în raport cu ecliptica.